# Parachanna
Parachanna – rodzaj drapieżnych ryb okoniokształtnych z rodziny żmijogłowowatych (Channidae).

## Występowanie
Afryka – z wyjątkiem terenów pustynnych.

## Klasyfikacja
Gatunki zaliczane do tego rodzaju:
- Parachanna africana
- Parachanna insignis
- Parachanna obscura